# Mierenpikker
De mierenpikker (Parmoptila woodhousei) is een zangvogel uit de familie Estrildidae (prachtvinken).

## Verspreiding en leefgebied
Deze soort telt 2 ondersoorten:
- P. w. woodhousei: van zuidoostelijk Nigeria en Kameroen tot westelijk Congo-Kinshasa.
- P. w. ansorgei: noordelijk Angola.